# FC Zbrojovka Brno
Maillots
Le FC Zbrojovka Brno est un club de football tchèque basé à Brno en Tchéquie.

## Historique
- 1913 : fondation du club sous le nom de SK Zidenice
- 1947 : le club est renommé SK Zbrojovka Zidenice Brno
- 1948 : le club est renommé Sokol Zbrojovka Zidenice Brno
- 1951 : le club est renommé Sokol Zbrojovka Brno
- 1953 : le club est renommé DSO Spartak Zbrojovka Brno
- 1956 : le club est renommé TJ Spartak ZJS Brno
- 1960 : 1re participation à une Coupe d'Europe (C2, saison 1960/61)
- 1961 : le club absorbe un autre club de la ville, le Rudá Hvězda Brno.
- 1968 : le club est renommé TJ Zbrojovka Brno
- 1990 : le club est renommé FC Zbrojovka Brno
- 1992 : le club est renommé FC Boby Brno
- 2000 : le club est renommé FC Stavo Artikel Brno
- 2002 : le club est renommé 1. FC Brno
- 2010 : le club est renommé FC Zbrojovka Brno

## Palmarès

### Compétitions nationales

#### Championnat de Tchécoslovaquie
- Champion : 1977-78
- Vice-champion : 1979-80

#### Championnat de Tchéquie de deuxième division
- Champion : 2022
- Vice-champion : 2020

#### Tipsport Liga
- Champion : 2009

## Joueurs et personnalités du club

### Joueurs emblématiques
- Richard Dostálek
- Petr Janečka
- Karel Jarůšek (en)
- Karel Kroupa
- Rostislav Václavíček
- René Wagner
- Marek Zúbek